# Юбар
Юбар (нем. Jübar) — община в Германии, в земле Саксония-Анхальт.
Входит в состав района Зальцведель. Подчиняется управлению Бетцендорф-Дисдорф. Население составляет 1758 человек (на 31 декабря 2010 года). Занимает площадь 9,25 км².